# Ghazaouet (distrito)
Ghazaouet é um distrito localizado na província de Tremecém, no noroeste da Argélia. Em 2008, sua população era de 66 843 habitantes.